# Melyodas (kráter)
Melyodas je impaktní kráter na Saturnově měsíci Mimas. Nomenklatura kráterů na Mimasu čerpá z britské mytologie – konkrétně z Artušovských legend, Melyodas je tak pojmenován podle postavy jménem Meliodas – krále Lyonesse. Název byl schválen Mezinárodní astronomickou unií v roce 2008.
Melyodas leží na jižní polokouli nedaleko pólu a patří mezi větší mimaské krátery, přesto je jeho průměr více než třikrát menší než u největšího kráteru Herschel. Má průměr 40 km a jeho střední souřadnice na měsíci jsou 74°55′48″ J a 77°11′24″ Z.